# Кути (Бродівська міська громада)
Кути́ — село в Україні, у Бродівській міській громаді Золочівського району Львівської області. Населення становить 29 осіб. Орган місцевого самоврядування — Бродівська міська рада.

## Історія
12 червня 2020 року, відповідно до розпорядження Кабінету Міністрів України № 718-р «Про визначення адміністративних центрів та затвердження територій територіальних громад Львівської області», село увійшло до складу Бродівської міської громади.
19 липня 2020 року, в результаті адміністративно-територіальної реформи та ліквідації Бродівського району, село увійшло до складу новоствореного Золочівського району.
У селі народився пасічник Юліян Роман Любенецький (помер і похований у Перемишлянах).